# أنطونيو ماركيز راميريز
أنطونيو ماركيز راميريز (بالإسبانية: Antonio Márquez Ramírez)‏ هو لاعب كرة قدم وحكم كرة قدم مكسيكي، ولد في 22 مايو 1936 في San Juan de los Lagos ‏ في المكسيك، وتوفي في 22 أكتوبر 2013 في مدينة مكسيكو في المكسيك.

## وصلات خارجية
- أنطونيو ماركيز راميريز على موقع Soccerway.com (الإنجليزية)